# Laurel und Hardy: Flying Elephants
Fliegende Elefanten (Flying Elephants) ist eine Kurzfilmkomödie aus dem Jahre 1928 mit dem Komiker-Duo Laurel und Hardy in den Hauptrollen. Premiere des Films war am 12. Februar 1928, ob der Film noch vor dem Zweiten Weltkrieg in Deutschland vom Ufa-Verleih herausgebracht wurde, ist nicht bekannt.

## Handlung
Etwa 4000 v. Chr. befiehlt König Ferdinand allen Männern über 13 und unter 99 Jahren innerhalb von 24 Stunden zu heiraten, wer dem keine Folge leiste, werde zum Tode verurteilt. Sowohl Mighty Giant und Little Twinkle Star sind auf der Suche nach einer Frau zum Heiraten. Man begleitet sie auf ihrer anfangs vergeblichen Tour, auf der ihnen so manche Pannen widerfahren. Letztendlich kann Little Twinkle Star den ihm körperlich überlegenen Mighty Giant überwältigen und gewinnt das Herz der Tochter von Saxophonus, Errötende Rose.

## Hintergrund
Flying Elephants wurde im Mai 1927 im Moapa Valley in Nevada gedreht, wo 1926 auch die Dreharbeiten zu Oliver Hardys Solofilm No Man's Law stattgefunden hatten. Der Film wurde von Hal Roach für die Filmgesellschaft Pathé Exchange Inc. produziert und war schon Monate vor seiner Uraufführung fertiggestellt, jedoch brachte die Firma den Film aus unbekannten Gründen nur zögerlich auf den Markt, was einen Anlass für eine Klage seitens Roach gegen diese darstellte.
In Deutschland strahlte man Flying Elephants nachweislich erstmals unter anderem in der Comedy-Serie „Opas Kino lebt“ aus, die von 1964 bis Herbst 1968 im Vorabendprogramm des ZDF mit insgesamt 28 Folgen lief. Des Weiteren fanden auch Ausstrahlungen in den Sendungen „Dick und Doof“ (1970) sowie „Zwei Herren Dick und Doof“ (1975) statt, die unter der Zusammenarbeit zwischen Heinz Caloué und Hanns Dieter Hüsch bearbeitet wurden. Auch im Programm „Comedy Capers“, einer Produktion von DF1, fand Flying Elephants 1997 unter dem Titel „In der Steinzeit“ seinen Platz.